# Aracitaba
Aracitaba là một đô thị thuộc bang Minas Gerais, Brasil. Đô thị này có diện tích 105,885 km², dân số năm 2007 là 1875 người, mật độ 17,5 người/km².